# エーレスンド海峡条約
エーレスンド海峡条約またはコペンハーゲン条約は、1857年3月14日に締結された国際条約。
条約は、デンマークがエーレスンド海峡を通行する船舶に対して課していた通行税 (エーレスンド海峡通行税) を廃止して同海峡を国際水路とすること、および通行税の廃止によるデンマークの税収減に対して、以後20年に渡って各国が補償することを取り決めた。
正式名称は Traité pour l'abolition des droits du Sund et des Belts (仮訳: エーレスンド海峡およびベルト海峡における徴税権の廃止に関する条約) という。

## 歴史

### 15世紀以前
エーレスンド海峡通行税は1429年にデンマーク王エーリク7世が導入したもので、以来長きにわたってデンマークに多額の税収をもたらしていた。スウェーデンは、トルステンソン戦争の講和を約した1645年のブレムセブルー条約により免税特権を勝ち取っていたが、大北方戦争に敗れた結果、1720年のフレデリクスボー条約によりエーレスンド海峡の東岸はスウェーデン領となっていたにもかかわらず免税特権を返上することになった。 
19世紀初頭に至ってもエーレスンド海峡通行税は広く受け入れられていた。1814年のキール条約においてさえ、敗北したナポレオンについたデンマークがノルウェーをスウェーデンに割譲し、エーレスンド海峡東岸はスウェーデン領となったにもかかわらず、今後150年に渡ってスウェーデンがデンマークに対して通行税を支払い続けることとされていた。また、アメリカ合衆国も1826年にデンマークとの貿易協定に署名し、以後30年間に渡って通行税を支払うことを約束していた。

### 陳腐化
しかし、19世紀中盤になるとベルト海峡とエーレスンド海峡を通航する船舶に対する徴税システムは陳腐化が否めなくなっていた。国際船舶輸送が拡大し、より迅速に、より大量に輸送することが求められるようになってきたのに対し、船舶をヘルシンゲルに停泊させて積荷を確認し、通行税を徴収するという旧態依然とした徴税方法は物流を妨げるものでしかなくなってきたのである。また、課税対象となる品目も1645年のブレムセブルー条約での取り決めに基づいており、綿やコーヒー、カカオなどといった新大陸や植民地から手に入る新しい商品は対象になっていなかった。1841年にはコペンハーゲンとロンドンで外交交渉が行われ、課税対象などについて規則が追補された。 
スウェーデンでは、1851年にストックホルムの卸売業者協会と船主、さらにはスウェーデン議会がスウェーデン政府に対して徴税に伴う費用負担や税関での待ち時間に関する不満を呈する書簡を送った。しかし、スウェーデンが1852年のデンマークとの交渉で得たものは、積載量36トン未満の船舶に対する免税だけであった。 

### アメリカ合衆国による支払い拒否
しかし、アメリカ合衆国は1855年に、1856年4月に期限を迎えるデンマークとの貿易協定を更新しないと宣言した。アメリカ合衆国は、アメリカ船舶が大西洋からバルト海に通航するために関税を支払う必要は一切ないと主張したのである。これを受けて、デンマークは1856年1月からコペンハーゲンにおいて、関係各国との間でエーレスンド海峡通行税の廃止とそれに伴う税収減の補償について議論を行うことになった。この会議に参加したのはデンマークの他、スウェーデン＝ノルウェー、イギリス、オランダ、ベルギー、フランス、ロシア帝国、オーストリア帝国、自由ハンザ都市ブレーメン、自由ハンザ都市ハンブルク、ハノーファー王国、自由ハンザ都市リューベック、メクレンブルク＝シュヴェリーン大公国、オルデンブルク大公国、プロイセン王国であった。

### 条約締結
デンマーク政府は草案を提示して会議に臨んだが、主にイギリスから異議を突き付けられたため交渉は難航し、1857年3月14日にようやく締結にこぎつけた。この条約により、エーレスンド海峡とベルト海峡における関税は廃止され、デンマークはその補償として各国から約3億5,000万デンマーク・リクスダラーを受け取ることになった。この補償措置は1857年4月1日に発効した。 
スウェーデンは160万デンマーク・リクスダラーを支払うことになっていたが、ここから1840年の条約に基づいてデンマーク海峡のスウェーデン側の灯台の維持管理費用としてデンマークがスウェーデンに支払った分が差し引かれることになり、スウェーデンの支払い分は127万9166デンマーク・リクスダラーとなった。これは255万8392スウェーデン・リクスダラーに相当し、2009年の貨幣価値に換算すると1億2800万スウェーデン・クローナ (約16億4000万円) となる。この支払いは20年間に渡り半年ごとの分割払いとなったが、未払い分には利息が加算された。 
同年下半期には、ワシントンD.C.においてデンマークとアメリカ合衆国の間で同様の協定が締結され、アメリカ船は39万3000ドルを一括払いすることで無制限の自由通航権が認められることになった。 

### 今日のエーレスンド海峡
この条約では、ベルト海峡およびエーレスンド海峡の通航にあたっては無害通航の原則を順守するものとされた。すなわち、民間船だけでなく軍艦についても、沿岸国に敵対的あるいは脅迫的な行動を取らないかぎり、国際法に基づいて通航が認められることになる。このため、本条約のこの条項は、バルト海沿岸地域における安全保障にとって重要なものとなっている。一方で、すべての友好的な船舶の無害通航が保証されていることは、混雑航路であるエーレスンド海峡の海難事故を防止する義務を負うスウェーデンおよびデンマーク当局にとって、大きな困難を伴うものでもある。 

## 関連書籍
- Alexandersson Gunnar (1982) (english). International Straits of the World: The Baltic Straits. Martinus Nijhoff Publishers. ISBN 902472595X